# Meiacanthus oualanensis
Meiacanthus oualanensis — вид морських собачок, поширений у західній центральній Пацифіці біля берегів островів Фіджі. Відома як об'єкт акваріумістики. Морська тропічна демерсальна риба, сягає довжини 5 см.